# كريس شميت
كريس شميت (بالألمانية: Chris Schmidt)‏ هو لاعب هوكي الجليد ألماني، ولد في 1 مارس 1976 في Beaverlodge ‏ في كندا.

## وصلات خارجية
- كريس شميت على موقع دوري الهوكي الوطني (الإنجليزية)
- كريس شميت على موقع EliteProspects.com (الإنجليزية)
- كريس شميت على موقع Eurohockey.com (الإنجليزية)
- كريس شميت على موقع HockeyDB.com (الإنجليزية)
- كريس شميت على موقع Hockey-Reference.com (الإنجليزية)
- كريس شميت على موقع أوليمبيديا (الإنجليزية)